# Vlag van Sint-Truiden
De vlag van Sint-Truiden werd door de gemeenteraad op 9 september 1985 officieel vastgesteld. Op 7 oktober 1985 werd hij door het Bestuur van Vlaanderen bevestigd en uiteindelijk gepubliceerd op 8 juli 1986 in het officiële Belgisch Staatsblad.
De vlag toont een klimmende leeuw van keel, met een geschuinde achtergrond van goud en azuur. De leeuw is getongd en genageld van keel en heeft een gouden kroon. De verhoudingen van de vlag zijn 2:3. Voordat de vlag officieel werd aangenomen in 1985, was deze al officieus in omloop.
De leeuw is ontleend aan de leeuw van het hertogdom Limburg. De oorsprong van de kleuren geel en blauw in de achtergrond is niet gekend, maar beide kleuren worden wel al decennialang vereenzelvigd met de stad Sint-Truiden.
Officieel wordt de vlag beschreven als:
Geschuind van geel en van blauw, met op het midden een rode leeuw, geel gekroond.

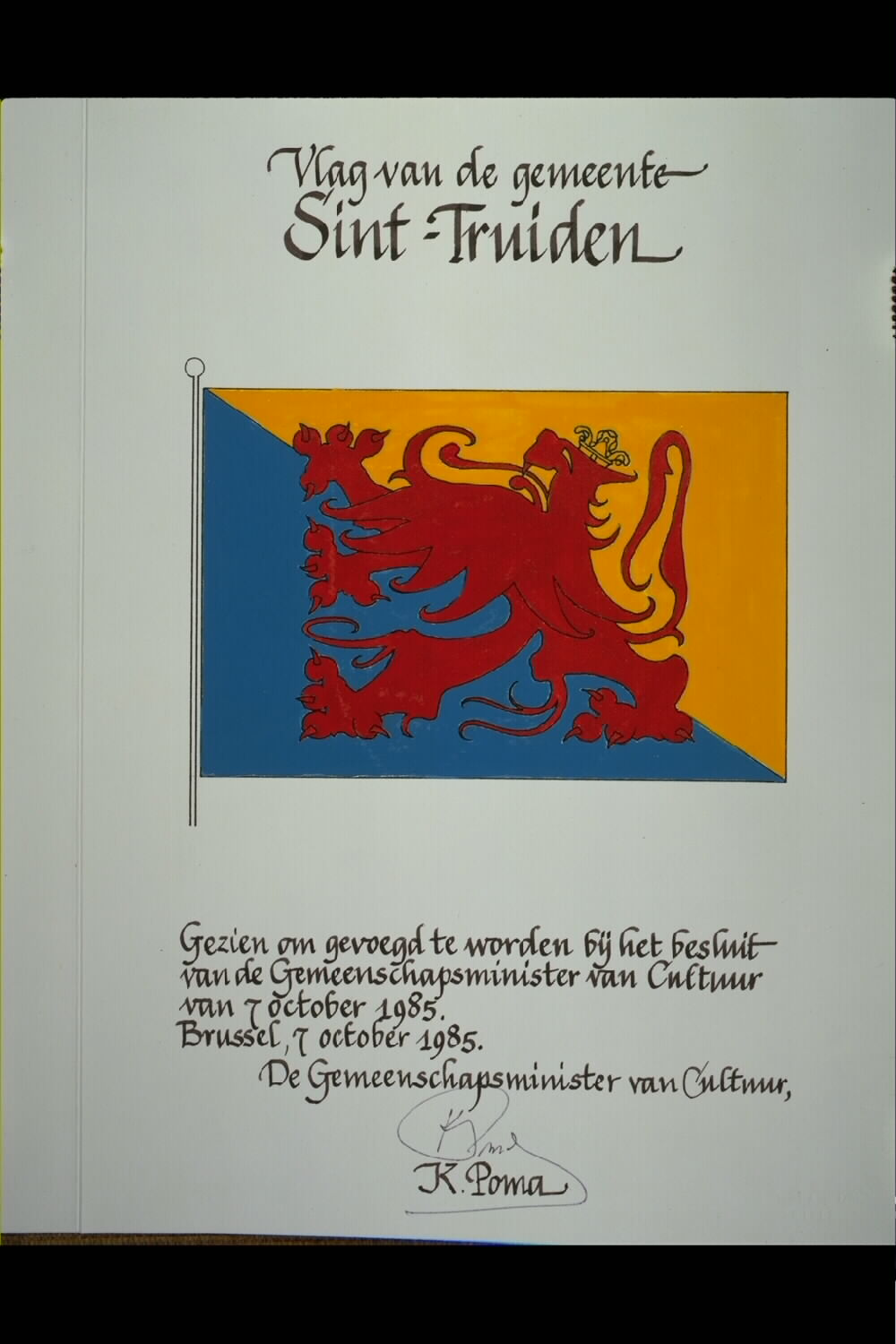
Ontwerp vlag getekend door Karel Poma